# Ma (Ming)
Kaiserin Ma (chinesisch 馬皇后, Pinyin Mǎ Huánghòu, Geburtsname unbekannt), formell Kaiserin Mingde (明德皇后,  Míngdé Huánghòu, „verständige und begabte Kaiserin“; * 40; † 79), war eine chinesische Kaiserin der Han-Dynastie. Ihr Gemahl war Kaiser Ming.

## Familiärer Hintergrund und Heirat mit dem Kronprinzen Zhuang
Die spätere Kaiserin Ma wurde im Jahre 40 unter der Regierung des Kaisers Guangwu als Tochter des Generals Ma Yuan geboren, der für seine Expeditionen gegen die Vietnamesischen Völker bekannt ist. Ihre Mutter war Frau Lin. Ma Yuan war ein Marquis, und Frau Ma wuchs darum als Mitglied einer edlen Familie in Komfort und Wohlstand auf.
Im Jahre 49 jedoch änderte sich dies. Ma Yuan starb auf einem Feldzug gegen die Wulin-Stämme (im heutigen Guizhou und nordwestlichen Henan) an einer Seuche, der auch viele Soldaten zum Opfer fielen. Nach seinem Tod verschwor sich Ma Yuans feindseliger Vertreter Geng Shu mit Kaiser Guangwus Schwiegersohn Liang Song, und sie klagten Ma Yuan fälschlich vieler (größtenteils nicht überlieferter) Verbrechen an. Zwei besondere Anklagen sind bekannt: Dass Ma Yuan auf dem Weg zu den Wulin-Stämmen für die Seuche verantwortlich war, und dass er auf dem Feldzug Perlen und Rhinozeros-Horn unterschlagen habe. Kaiser Guangwu glaubte die Verleumdung und entzog Ma Yuan postum seinen Marquis-Titel und sein Lehen, was die Ma-Familie um eine wichtige Einnahmequelle brachte.
Die anderen edlen Familien begannen, auf die Ma-Familie herabzublicken. Frau Ma hatte ursprünglich geplant, einen Sohn der noblen Dou-Familie zu heiraten, aber die Dous sahen davon ab, weil sie Frau Ma nicht länger für würdig hielten. Frau Mas Vetter Ma Yan und ihre Mutter Lin waren vom Benehmen der Dou-Familie verärgert und boten Frau Ma stattdessen dem Kronprinzen Liu Zhuang als Gattin an.

## Als Gattin des Kronprinzen
Als Gattin des Kronprinzen soll Frau Ma ihre Schwiegermutter Kaiserin Yin Lihua hervorragend bedient haben, und die Kaiserin gewann sie rasch lieb. Frau Ma verstand sich auch herzlich gut mit den anderen Gattinnen des Kronprinzen, weshalb sie auch zur Lieblingsgattin des Kronprinzen aufstieg. Eine ihrer Tugenden soll ihr Wille, ja ihr Eifer gewesen sein, geeignete schöne Frauen für den Kronprinzen zu finden, mit denen er geschlechtliche Beziehungen führen konnte. Kronprinz Zhuang hatte nämlich wenige Söhne, was zu seiner Zeit als unschicklich galt.
Frau Ma selbst war kinderlos. Die Tochter ihrer älteren Schwester, Konkubine Jia, war ebenfalls eine Gattin des Kronprinzen, und sie gebar ihm einen Sohn namens Liu Da. Der Kronprinz wies Frau Ma an, den Prinzen zu adoptieren, und sie folgte. Sie zog ihn so sorgsam und liebevoll auf, dass er niemanden außer ihr beachtete.

## Als Kaiserin
Im Jahre 57 starb Kaiser Guangwu, und Kronprinz Zhuang bestieg den Thron als Kaiser Ming. Frau Ma wurde eine kaiserliche Konkubine. Im Jahre 60 erhob er sie zu Kaiserin und seinen Sohn Liu Da zum Kronprinzen.
Kaiserin Ma soll untertänig und bescheiden gewesen sein, und sie liebte es zu lesen. Oft trug sie die weniger teure weiße Seide ohne ausgefeilte Gestaltung. Die kaiserlichen Konkubinen und Prinzessinnen waren von ihrer Bescheidenheit überrascht und beeindruckt. Kaiser Ming zog sie bei wichtigen Staatsangelegenheiten oft zu Rate, wenn er eine Entscheidung nicht sogleich treffen konnte. Sie wägte dann die Probleme sorgfältig gegeneinander ab und machte dann gute Vorschläge. Sie soll auch niemals um Auszeichnungen für ihre Brüder und Vettern gebeten haben, weshalb Kaiser Ming sie besonders achtete und liebte.
Als im Jahre 71 nach einer Verschwörung von Kaiser Mings Bruder Liu Ying überall in Massen gefoltert und hingerichtet wurde, trat Kaiserin Ma für die Angeklagten ein und wandte damit Kaiser Mings Versuch ab, jeden auszumerzen, der in die Verschwörung verwickelt gewesen sein könnte.
Als Kaiser Ming seine Söhne 72 zu Prinzen ernannte, gab er ihnen recht kleine Fürstentümer. Kaiserin Ma wehrte sich dagegen, weil sie es nicht verstand, dass die Fürstentümer der Prinzen nur halb so groß sein sollten, wie die der Söhne des Kaisers Guangwu. Kaiser Ming erwiderte darauf, dass seine Söhne natürlich nicht mit den Söhnen seines Vaters verglichen würden. Darin stimmten die Gatten überein.
Kaiser Ming starb 75, und der Kronprinz Dao bestieg den Thron als Kaiser Zhang. Kaiserin Ma wurde Kaiserinmutter.

## Als Kaiserinmutter
Kaiserinmutter Ma blieb für ihre Bescheidenheit und ihr Urteilsvermögen bekannt. Kaiser Zhang, der seinen Onkeln – ihren Brüdern Ma Liao, Ma Fang und Ma Guang – nahestand, wollte sie rasch befördern, aber Kaiserinmutter Ma weigerte sich und gab ein Edikt heraus, dass die Ma-Familie nicht mit den Yins und Guos (Familien der Kaiserinnen Yin Lihua und Guo Shengtong) vergleichen ließ (analog zu dem, was sie von ihrem Gemahl gehört hatte). Falls es Mitglieder der Ma-Familie gegeben hätte, die unmäßig gelebt hätten, so hätte Kaiserinmutter Ma ihnen den Familiennamen entzogen und sie verbannt.
Kaiserinmutter Ma richtete auch eine Textilfabrik und einen Maulbeergarten für Seidenraupen ein, und es entwickelte sich eine recht ergiebige Industrie für das Kaiserhaus. In ihrer Freizeit diskutierte sie mit dem Kaiser wichtige Staatsangelegenheiten und lehrte seine Söhne in konfuzianischen Klassikern – besonders den Analegmata des Konfuzius.
Im Jahre 79 ernannte Kaiser Zhang gegen den Widerstand der Kaiserinmutter ihre Onkel zu Markgrafen. Auf den Druck der Kaiserinmutter gaben sie jedoch ihre Regierungsposten ab.
Im selben Jahr starb Kaiserinmutter Ma. Sie wurde mit ihrem Gemahl Kaiser Ming bestattet.
| Vorgänger | Amt                      | Nachfolger |
| --------- | ------------------------ | ---------- |
| Yin Lihua | Kaiserin von China 60–75 | Dou        |

| Personendaten    | Personendaten                         |
| ---------------- | ------------------------------------- |
| NAME             | Ma                                    |
| ALTERNATIVNAMEN  | Mingde                                |
| KURZBESCHREIBUNG | chinesische Kaiserin der Han-Dynastie |
| GEBURTSDATUM     | 40                                    |
| STERBEDATUM      | 79                                    |